# 児島丸
児島丸（こじままる。兒嶋丸とも表記）は、逓信省鉄道局（後の鉄道院を経て鉄道省）宇高航路に在籍した客船。
船名は古事記にある地名からとられており、児島は岡山県児島郡地方のことである。

## 概要
「児島丸」およびほぼ同型の「玉藻丸」は元は山陽鉄道傘下の山陽汽船商社が発注した船である。三菱合資会社三菱造船所の150番船として建造され、1902年（明治35年）8月11日に起工。1903年（明治36年）1月24日に進水し、同年3月12日に竣工。3月18日、尾道・多度津間に就航した。
旅客定員は就航時は一等船室が12名、二等船室が36名、三等船室が98名であったが、1919年（大正8年）には二等船室が39名、三等船室が316名となっている。
1906年（明治39年）12月1日、山陽鉄道は国有化される。
1910年（明治43年）6月に宇野線が開通すると尾道・多度津間航路は廃止となり、「児島丸」は宇野・高松間航路に移された。
1916年（大正5年）12月26日、牛ノ子礁で座礁。
1920年（大正9年）5月16日から18日まで、山陽線不通に伴い宇野・尾道間で臨時運行される。
1923年（大正12年）6月15日、宇野港に係船される。
1924年（大正13年）3月1日、「玉藻丸」と共に瀬戸内連絡急行汽船に売却された。1932年（昭和7年）、急航汽船に移籍。1936年（昭和11年）、尼崎汽船部に売却。
1941年（昭和16年）、除籍された。